# آراچ
آراچ (به ترکی: Araç}} یک منطقهٔ مسکونی در ترکیه است که در استان قسطمونی واقع شده‌است. آراچ ۷۴۰ متر بالاتر از سطح دریا واقع شده‌است.